# Цинантус
Цина́нтус (Cynanthus) — рід серпокрильцеподібних птахів родини колібрієвих (Trochilidae). Представники цього роду мешкають в США, Мексиці і Центральній Америці.

## Види
Виділяють шість видів:
- Цинантус синьогорлий (Cynanthus latirostris)
- Цинантус трес-маріаський (Cynanthus lawrencei)[7]
- Цинантус бірюзовоголовий (Cynanthus doubledayi)[8]
- Колібрі-смарагд мексиканський (Cynanthus auriceps)[9]
- Колібрі-смарагд козумельський (Cynanthus forficatus)[10]
- Колібрі-смарагд червонодзьобий (Cynanthus canivetii)[11]

## Етимологія
Наукова назва роду Cynanthus походить від сполучення слів дав.-гр. κυανος — синій і ανθος — квітка.